# Amezketa
Amezketa is een gemeente in de Spaanse provincie Gipuzkoa in de regio Baskenland met een oppervlakte van 21 km². Amezketa telt 938 inwoners (1 januari 2016).